# Johanniterkirche
Die Liste der Johanniterkirchen ist eine Übersicht der Kirchengebäude, die von den Johannitern nach ihrer Gründung 1099 errichtet und unterhalten wurden, meist verknüpft mit der jeweiligen Komturei bzw. Kommende.
Die erste Johanniterkirche auf deutschem Boden ließ die 1154 gegründete Johanniterordens-Niederlassung vor den Mauern der Stadt Duisburg errichten, die Duisburger Marienkirche. Die Kirche ist seit dem 16. Jahrhundert evangelisch.
In Mailberg in Österreich besitzt zwar der Orden die älteste Besitzung weltweit, die dortige Johanniterkirche und heutige Pfarrkirche stammt jedoch erst aus dem 13. Jahrhundert.

## Übersicht
Die Liste ist nach Orten alphabetisch zusammengestellt und sortierbar. Im Wesentlichen sind die Kirchengebäude aufgenommen, für die es in Wikipedia bereits ein Lemma gibt. Wo dies nicht der Fall ist, wurde versucht, ein paar Informationen zu dem entsprechenden Gotteshaus unter Bemerkungen einzufügen.
Zeichenerklärungen:
Gl: Glaubensrichtung: ev.=evangelisch; rk.=römisch-katholisch; o=orthodox; a=andere Richtg.
kursiv geschriebene Kirchennamen: die Kirchen existieren nicht mehr oder sind entwidmet

## Deutschland
| Bundesland             | Stadt oder Ortsteil (Stadtteil)               | Name der Kirche                           | Gl  | Bemerkungen |
| ---------------------- | --------------------------------------------- | ----------------------------------------- | --- | --- |
| Hessen                 | Frankfurt am Main                             | Johanniterkirche                          | ev. | Das Kirchengebäude stand von zirka 1340 bis in die 1880er-Jahre. |
| Mecklenburg-Vorpommern | Groß Eichsen, Gemeindeteil von Mühlen Eichsen | Johanniter-Kirche Groß Eichsen            | ev. | 14. Jahrhundert |
| Mecklenburg-Vorpommern | Kraak, Ortsteil der Gemeinde Rastow           | Johanniterkirche (Kraak)                  | ev. | 14. Jahrhundert |
| Rheinland-Pfalz        | Kronenburg                                    | Johanniterkirche (Kronenburg)             | ev. | Ersterwähnung 1508; die Pfarrei heißt jedoch St. Johann Baptist |
| Nordrhein-Westfalen    | Marienhagen                                   | Johanniterkirche (Marienhagen)            | ev. | Turm aus dem 13. Jahrhundert |
| Mecklenburg-Vorpommern | Mirow                                         | Schlosskirche Mirow                       | ev. | 14. Jahrhundert |
| Baden-Württemberg      | Rosenfeld, Stadtteil Isingen                  | Martinskirche Isingen                     | ev. | Kirche erbaut vor 786 |
| Hessen                 | Rüdigheim (Neuberg)                           | Johanniterkirche (Rüdigheim)              |     | erstes Gotteshaus 1235, 1257 an Johanniter übergeben; eine romanisch-frühgotische Hallenkirche mit einem spitzen schlanken Türmchen als Dachreiter                                                    |
| Baden-Württemberg      | Schwäbisch Hall                               | Johanniterkirche (Schwäbisch Hall)        |     | um 1190, erste urkundliche Erwähnung 1298, 1812 profaniert, seit Ende des 20. Jhd. Kunstmuseum 2007 bis 2013 nach Architektenentwurf total umgebaut und mit einem gläsernen Eingangsbereich erweitert |
| Mecklenburg-Vorpommern | Sülstorf                                      | Johanniterkirche (Sülstorf)               | ev. | 1217 |
| Baden-Württemberg      | Villingen-Schwenningen, Stadtteil Villingen   | Johanniterkirche (Villingen-Schwenningen) | ev. | |
| Baden-Württemberg      | Wölchingen                                    | Johanniterkirche (Wölchingen)             | ev. | vermutlich 1220 von Johannitern erbaut; Ende des 20. Jahrhunderts als evangelische Pfarrkirche umgewidmet                                                                                             |

## Österreich und Schweiz
| Bundesland /Kanton | Stadt oder Ortsteil (Stadtteil) | Name der Kirche              | Gl | Bemerkungen                                                    |
| ------------------ | ------------------------------- | ---------------------------- | -- | -------------------------------------------------------------- |
| Vorarlberg         | Feldkirch                       | Johanniterkirche (Feldkirch) |    | 13. Jahrhundert                                                |
| Basel              | Basel                           | Johanniterkirche             |    | zusammen mit einem Johanniterhaus 1775 in einem Archiv erwähnt |